# Квінарій

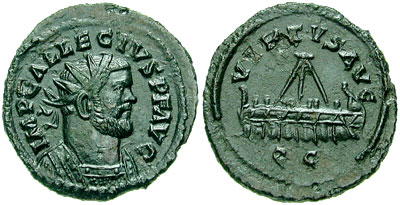
Æ Квінарій Алекта

Квінарій (лат. quinarius, дос. «той що містить п'ять одиниць») — дрібна срібна монета, ходила в обігу у Стародавньому Римі.
Карбувалася з 269 до н. е. по III століття. До 217 року до н. е. мала номінал 5 асів, потім — 8 асів. Срібний квінарій необхідно відрізняти від золотого квінарія номіналом 200 асів.
Стандартні вага і розмір квінарія коливалися в районі 1,5 грам і 15 мм в діаметрі відповідно. За часів імперії квінарій мав фіксовану форму. Як правило, на аверсі було викарбувано зображення самого імператора в профіль, а на реверсі — богині Вікторії в тій чи іншій позі. Така відміна від різноманітно оформленого денарія мабуть пояснюється тим, що квінарій був призначений для виплати платні легіонерам. Розміром і маленькою вагою ця легка і компактна, але, тим не менше, ємна монетка добре підходила для зберігання солдатами своїх заощаджень. У цивільному обігу проявила себе мало, зустрічається в знахідках також рідко.